# Zonked
Zonked è un album di Dee Dee Ramone (Ain't Fun nella versione europea).
Sono presenti alcuni ex-membri dei Ramones: Marky come batterista e Joey come cantante in una traccia. È presente anche la moglie di Dee Dee, Barbara Ramone, in qualità di bassista e cantante.

## Tracce
1. I'm Zonked, Los Hombres - 1:56 (Dee Dee Ramone)
2. Fix Yourself Up - 2:51 (Dee Dee Ramone - John Carco)
3. I Am Seeing UFOs - 4:04 (Dee Dee Ramone - Daniel Rey[1][3])
4. Get Off Of The Scene - 2:10 (Dee Dee Ramone)
5. Never Never Again - 2:39 (Dee Dee Ramone)
6. Bad Horoscope - 2:24 (Dee Dee Ramone)
7. It's So Bizarre - 3:32 (Dee Dee Ramone)
8. Get Out Of My Room - 2:49 (Dee Dee Ramone)
9. Someone Who Don't Fit In - 2:05 (Dee Dee Ramone - Daniel Rey)
10. Victim Of Society - 2:16 (Dee Dee Ramone - Daniel Rey)
11. My Chico - 2:38 (Dee Dee Ramone)
12. Disguises - 3:54 (Dee Dee Ramone - Daniel Rey)
13. Why Is Everybody Always Against Germany - 2:37 (Dee Dee Ramone - Daniel Rey)

## Formazione
- Dee Dee Ramone - chitarra e voce
- Barbara Ramone - basso e voce
- Joey Ramone - voce in I Am Seeing UFOs
- Lux Interior - voce in Bad Horoscope
- Peter Arsenault - seconda voce in Disguises
- Marky Ramone - batteria
- Daniel Rey - chitarra